# Dinko Kovačić
Dinko Kovačić, hrvaški arhitekt, pedagog in akademik, * 1938, Split.
Dinko Kovačić je predavatelj na Arhitekturni fakulteti v Zagrebu in član Hrvaške akademije znanosti in umetnosti, bivše Jugoslovanske akademije znanosti in umetnosti ter Akademije za medicinske znanosti Hrvaške.